# Veysel Aksu
Veysel Aksu (* 1. Januar 1985 in Turgutlu) ist ein türkischer Fußballspieler. 

## Karriere

### Vereinskarriere
Veysel Aksu begann mit dem Vereinsfußball in der Jugendabteilung von 7 Eylül İdman Yurdu und wechselte 2001 in die Jugend von Bursaspor. 2003 erhielt er einen Profivertrag, spielte aber weiterhin überwiegend für die Reservemannschaft. Dennoch bekam er die Möglichkeit, auch mit den Profis zu trainieren. In einigen Spielen saß er als Ergänzungsspieler auf der Ersatzbank. So machte er sein Debüt am 4. Oktober 2003 gegen Malatyaspor. 
Zur Rückrunde wurde er an Bursa Merinosspor abgegeben. Am Saisonende kehrte er zum mittlerweile in der Zweitklassigkeit spielenden Bursaspor zurück und war hier eine Spielzeit als Ergänzungsspieler aktiv. 
Zur Saison 2005/06 wechselte er erneut zu Bursa Merinosspor und ging nach einer halben Spielzeit von hier zum Erstligisten Kayserispor.
Zum Saisonende verließ er auch Kayserispor und spielte nacheinander für Gaziantep Büyükşehir Belediyespor, Samsunspor und Siirtspor.
Zur Saison 2010/11 wechselte er dann samt Ablöse zu Elazığspor und feierte mit diesem Verein am Ende seiner ersten Saison die Meisterschaft der TFF 2. Lig und damit den direkten Aufstieg in die TFF 1. Lig. Auch in der Saison 2011/12 kam er regelmäßig als Ergänzungsspieler zum Einsatz. Am vorletzten Spieltag schaffte man den sicheren Aufstieg in die Süper Lig.
Zum Sommer 2012 wechselte er zum Zweitligisten Kayseri Erciyesspor. Mit Kayseri Erciyesspor erreichte er zum Saisonende die Meisterschaft der TFF 1. Lig und damit den direkten Aufstieg in die Süper Lig. Da sein auslaufender Vertrag nicht verlängert wurde, heuerte er für die kommende Saison beim Zweitligisten Istanbul Büyükşehir Belediyespor an.
Im Sommer 2014 wechselte er zum Zweitligisten Giresunspor und spielte für diesen bis zum April 2015. Zur Saison wechselte er zum Ligarivalen Şanlıurfaspor. Im Januar 2016 heuerte er beim Istanbuler Verein Bayrampaşaspor an. Auch in den folgenden Spielzeiten wechselte Aksu häufig; in seinen 18 Profijahren spielte er bei 21 Stationen.

### Nationalmannschaftskarriere
Veysel Aksu spielte 2006 einmal für die türkischen U-20 Jugendnationalmannschaft und wurde einmal für die U-21 nominiert.

## Erfolge
Mit Elazığspor
- Meister der TFF 2. Lig und Aufstieg in die TFF 1. Lig: 2010/11
- Vizemeister der TFF 1. Lig und Aufstieg in die Süper Lig: 2011/12

Mit Kayseri Erciyesspor
- Meister der TFF 1. Lig und Aufstieg in die Süper Lig: 2012/13

Mit Istanbul Büyükşehir Belediyespor
- Meister der TFF 1. Lig und Aufstieg in die Süper Lig: 2013/14